# Torneo de Stanford 2016
El Bank of the West Classic 2016 fue un torneo de tenis profesional que se jugó en canchas duras. Fue la 45.ª edición del torneo y formó parte de los torneos Premier de la WTA Tour 2016. Además, se incluye en el conjunto de torneos del US Open Series 2016. Se llevó a cabo en Stanford, Estados Unidos entre el 18 de julio y el 24 de julio de 2016.

## Cabeza de serie

### Individual femenino
| Tenista            | Ranking | Preclasificada |
| Venus Williams     | 7       | 1              |
| Dominika Cibulková | 12      | 2              |
| Johanna Konta      | 18      | 3              |
| Coco Vandeweghe    | 35      | 4              |
| Misaki Doi         | 36      | 5              |
| Jeļena Ostapenko   | 37      | 6              |
| Alizé Cornet       | 51      | 7              |
| Varvara Lepchenko  | 52      | 8              |

- Ranking del 11 de julio de 2016

### Dobles femenino
| Tenista                           | Ranking | Preclasificada |
| Xu Yifan Zheng Saisai             | 31      | 1              |
| Raquel Atawo Abigail Spears       | 40      | 2              |
| Darija Jurak Anastasia Rodionova  | 83      | 3              |
| Anna-Lena Grönefeld Květa Peschke | 105     | 4              |

## Campeones

### Individual Femenino
Johanna Konta venció a  Venus Williams por 7-5, 5-7, 6-2

### Dobles Femenino
Raquel Atawo /  Abigail Spears vencieron a  Darija Jurak /  Anastasia Rodionova por 6-3, 6-4